# Tipo XXVI
Los submarinos de la clase XXVI fueron un proyecto de la Kriegsmarine al final de la Segunda Guerra Mundial. Solo cinco barcos entraron en producción, ninguno de los cuales se completó.

## Concepto
El desarrollo de los submarinos se centró en la propulsión eléctrica con los tipos XXI y XXIII, los diseños de los tipos XVII, XVIII y XXII basados en la turbina Walter se cancelaron. Al final resultó que, los submarinos XXI no eran adecuados para los requisitos tácticos de la lucha contra los convoy, eso dio otra oportunidad para la creación de un "submarino Walter" y el 12 de octubre de 1943, se debatiera un concepto llamado Bezeichnung XXVI A. El 28 de marzo del año siguiente, el Comandante en Jefe de la Armada, Karl Dönitz, decidió desarrollar el submarino con la designación de tipo XXVI W, en referencia a Walter. Una semana después, las autoridades de guerra naval formularon los requisitos que debía cumplir el nuevo tipo de submarino, que ahora se llamaría XXVI. La oficina de ingeniería Glückauf (IBG) se encargó del diseño y se le ordenó que también preparara la construcción de los barcos. IBG proyectó la fabricación de las embarcaciones Tipo XXVI utilizando el llamado método de construcción modular. Para este fin el proceso se dividía en tres pasos. Primero debía construirse la estructura de acero de las secciones en bruto. Después las secciones individuales deben acondicionarse en astilleros especializados en submarinos. Y finalmente, estas secciones debían ser entregadas a un gran astillero y ensambladas allí para obtener el submarino. 
El Tipo XXVI fue diseñado como un submarino de aguas profundas con propulsión Walter, que debía impulsarlo a una velocidad en inmersión de 43 km / h. Hubiera tenido una tripulación de tres oficiales y 30 marineros. Sus dimensiones eran menores que las del tipo XXI, estaba pensado para patrullar por el Atlántico. Mientras que el tipo XXI era de tamaños similar al tipo IX, de gran alcance para operaciones transoceánicas, el tipo XXVI era más similar al tamaño del tipo VII especializado en operaciones en el Atlántico Norte.
El 26 de mayo, el contrato de construcción de más de 100 embarcaciones de este tipo se adjudicó al astillero Schichau en Gdansk, que ya tenía experiencia relevante en la construcción de secciones a través de la fabricación de submarinos del Tipo XXI.

Submarino Tipo XXVI W

## Armamento
El armamento consistía en diez tubos de torpedos, cuatro de ellos en la proa con la configuración tradicional. Pero en los "submarinos Walter" la amplia sala de turbinas, que en funcionamiento no tenía tripulantes debido a la peligrosidad del sistema, complicaba la operación de los tubos de torpedos traseros, por lo cual no se disponían tubos de torpedos en la popa. Por esta razón, los Tipo XXVI se diseñaron con seis tubos de torpedos laterales, los llamados Schneeorgel -órganos de Schnee- en referencia al Korvettenkapitän Adalbert Schnee uno de los responsables de la idea. Se ubicaron al nivel de la sala de mando y se dirigían oblicuamente hacia popa. De forma similar al tipo XXIII los tubos no se podía recargar desde el interior, es decir no existían torpedos de reserva. Solo era posible sacar el torpedo del tubo unos 2,5 m para mantenimiento, lo cual acontecía aproximadamente cada tres o cuatro días. Para sacar el torpedo había de mover algunas de las literas en el compartimento de la tripulación situado a proa. No fue previstas ningún tipo de artillería en los submarinos del tipo XXVI.

## Construcción
El comité principal de construcción naval presentó un plan de producción a principios de mayo de 1944, que incluía un total de 66 barcos que se completarían en 1945. La producción en serie comenzaría en mayo de 1945. Después de revisar los tiempos de producción planeados por el IBG, ocho semanas para las secciones en bruto, seis semanas para el acondicionamiento de la sección y siete semanas para el ensamblaje, se aumentó  el número de submarinos a construir en 1945 a 74. El pedido de 100 barcos, U-4501 a U-4600, se recibió inicialmente el 26 de mayo de 1944 en el astillero Schichau en Gdansk. El requerimiento de acero bruto para los cien barcos se estimó en 46,240 t. La orden fue tomada por el astillero Blohm + Voss el 27 de agosto del mismo año. El astillero de Hamburgo se especializó en la instalación de plantas energética Walter, así como en el montaje de las secciones. Al final de la guerra, algunas secciones de los submarinos del U-4501 al U-4504 estaban en construcción. Los otros submarinos ya no se implementaron.

## Desarrollo en la posguerra
Después de la guerra, los aliados capturaron barcos y documentación.
La velocidad sumergido fue lo suficientemente interesante para que los Aliados siguieran el desarrollo experimental.

### Reino Unido
El Almirantazgo Brítánico construyó. en 1954. dos submarinos experimentales, por lo tanto, con un nombre que comienza con Ex, de propulsión Walter pero de tamaño oceánico, bastante similar a los tipos XXI y XXVI: HMS Excalibur y HMS Explorer:
Aunque la velocidad en inmersión resultó fenomenal para la época estos dos submarinos demostraron ser muy delicados de manejar con repetidos incendios y explosiones. Con regularidad, aparecieron inesperadas llamas en el compartimiento de la turbina, sin tripulación durante la navegación, y el combustible, contenido en tanques flexibles fuera del casco rígido explotó varias veces. La tripulación los habían apodado HMS Excruciator y HMS Exploder, traducido: Torturado y Explosivo.

### Estados Unidos
Los estadounidenses disponían de muchos submarinos modernos y no querían construir otros nuevos. Por lo tanto, centrándose en la experiencia alemana, Estados Unidos desarrolló un programa para modernizar los submarinos existentes, el programa GUPPY  (Programa de potencia de propulsión submarina superior). Como parte de la serie de programas GUPPY consideró el uso de varios tipos de fuentes de potencia, incluido el sistema Walter con cámara interna del ciclo de condensación (Alton), cámara externa del ciclo de condensación (Elis), turbina de gas en ciclo semicerrado (Gentry y Wolverine), turbina de gas y motor diésel de circuito cerrado (Gumbo).

### Unión Soviética
Los soviéticos también prosiguieron el desarrollo, primero con su submarino proyecto 616, a partir de la documentación del tipo XXVI capturada a los alemanes y después una versión mejorada, el proyecto 617. El 19 de mayo de 1959 durante unas pruebas sufrió una vía de agua a consecuencia de una explosión del peróxido. El submarino pudo emerger y regresar a puerto, pero la reparación se consideró demasiado costosa y se dio de baja.

### Final de la investigación
La aparición de la propulsión nuclear, adecuada tanto para la navegación en superficie como sumergido, con una autonomía casi ilimitada puso fin a esta investigación.